# 메흐메트 토팔
메흐메트 토팔(Mehmet Topal, 1986년 3월 3일, 말라티야)은 튀르키예의 수비형 미드필더이다. 좋은 체격으로 몸싸움에 강하고 많이 뛰어다니며 상대선수의 공을 자주 뺏는다 하여 '거미(Ölümcek)'이라는 별명을 가지고 있다.

## 경력

### 클럽
1999년 말라티야 벨레디예스포르 유소년클럽에서 축구를 시작했고 2002년 차나칼레 다르다넬스포르에 영입되었다. 그때 유소년 국가대표팀에서 54경기에 7골을 넣기도 하였다.
메흐메트 토팔은 2006-07 시즌 여름 영입기간 마지막 날, 갈라타사라이 SK에 1백만 유로에 영입되었다.
2007-08 시즌엔 갈라타사라이 SK의 감독인 카를하인츠 펠트캄프 (Karl-Heinz Feldkamp) 에 의해 오른쪽 윙백에 뛰게 되었으나 토비아스 린데로트의 부상으로 인해 미드필더로 자리를 옮겼고 결국 갈라타사라이 SK 주전 수비형 미드필더가 되었다.
2010년에는 5백만 유로(약 72억 원)의 이적료로 발렌시아 CF로 이적하였다. 발렌시아에서 괜찮은 활약을 펼치며 중원에 힘을 더 해준 토팔이었지만, 와이프의 출산 이후, 타향 살이에 어려움을 겪자 2012년 7월 450만 유로의 이적료에 페네르바체 SK 로 이적하며 귀향했다.

### 국가대표
국가대표팀에 지금까지 6번 소집 되었다. 특히 메흐메트 토팔은 UEFA 유로 2008에서 국가대표팀을 4강으로 올려놓으며 활약하였다. 터키 U-19 국가대표에서 1 경기, U-21에선 13 경기에 뛰었다.